# مطار طنجة ابن بطوطة الدولي
مطار طنجة ابن بطوطة الدولي (إياتا: TNG، إيكاو: GMTT) هو مطار دولي يقع في مدينة طنجة عاصمة جهة طنجة تطوان الحسيمة بالمملكة المغربية، يبعد المطار عن وسط مدينة طنجة حوالي 15 كم، سُمي المطار بهذا الاسم نسبة للرحالة المغربي ابن بطوطة الذي ولد في مدينة طنجة، وحصل المطار على شهادة الجودة العالمية «ايزو 9001» لقاء ارتقائه بمستوى الخدمات المقدمة للمسافرين.
حسب إحصائيات سنة 2023، يحتل المطار المرتبة الرابعة في المغرب من حيث عدد المسافرين. وقد تخطى في دجنبر 2017 عتبة المليون مسافر.
يقدم هذا المطار خدماته لمختلف شركات الطيران لتشغيل الرحلات الداخلية والدولية، كما يتم استخدام المطار من طرف طائرات ومروحيات القوات المسلحة الملكية المغربية والدرك الملكي والبحرية الملكية، وطائرات الخواص. يتوفر المطار على محطتين جويتين: المحطة رقم 1 مخصصة بالكامل لوصول المسافرين، والمحطة رقم 2 مخصصة بالكامل لمغادرة المسافرين، وتضم كذلك صالة خاصة بمسافري الرحلات الداخلية.
يتم استخدام المطار كقاعدة جوية لشركات: العربية للطيران المغرب، رايان إير، والخطوط الملكية المغربية.
يعمل المطار من ساعات الصباح الأولى، حوالي السادسة صباحا إلى منتصف الليل. لا يتوفر المطار على أي رحلات ليلية.

## شركات الطيران
| الرحلات الداخلية - (آخر تحديث 01/01/2025) | الرحلات الداخلية - (آخر تحديث 01/01/2025) |
| شركات الطيران                             | الوجهات |
| ----------------------------------------- | --- |
| الخطوط الملكية المغربية                   | الحسيمة - الدار البيضاء |
| العربية للطيران المغرب                    | الناظور - أكادير |
| رايان إير                                 | مراكش - الصويرة - أكادير - ورزازات - وجدة |
| الرحلات الدولية - (آخر تحديث 01/01/2025)  | |
| شركات الطيران                             | الوجهات |
| الخطوط الملكية المغربية                   | باريس أورلي - إسطنبول رحلات موسمية: برشلونة - لندن غاتويك - بروكسل - أمستردام |
| العربية للطيران المغرب                    | مدريد - برشلونة - جيرونا - ليون - بوردو - مونبلييه - باريس شارل ديغول لندن غاتويك - بروكسل - أمستردام - كولونيا - إسطنبول صبيحة كوكجن رحلات موسمية: مالقة - بلباو - ميورقة                                     |
| رايان إير                                 | مدريد - برشلونة - فالنسيا - مالقة - مارسيليا - تولوز - باريس بوفيه - لشبونة - بورتو ميلان بيرغامو - بروكسل شارلروا الجنوب - ويزي - بادن - ميمينجين - آيندهوفن رحلات موسمية: روما شيامبينو - كاركاسون - إشبيلية |
| رايان إير المملكة المتحدة                 | لندن ستانستد - مانشستر |
| أيبيريا                                   | مدريد رحلات موسمية: مالقة |
| فيولينغ                                   | برشلونة - باريس أورلي |
| ترانسافيا                                 | روتردام |
| ترانسافيا فرنسا                           | باريس أورلي |
| الخطوط الجوية الفرنسية                    | رحلات موسمية: باريس شارل ديغول |
| توي فلاي بلجيكا                           | رحلات موسمية: بروكسل - لييج - أنتوريب |
| الخطوط الجوية البلجيكية                   | رحلات موسمية: بروكسل |
| بينتر كنارياس                             | رحلات موسمية: غران كناريا |
| الخطوط السعودية                           | رحلات موسمية: جدة |
| مناسك                                     | رحلات العمرة |

## إحصائيات
حركة المسافرين:
| 2012    | 2013    | 2014    | 2015    | 2016    | 2017      | 2018      | 2019      | 2020    | 2021    | 2022      | 2023      |
| ------- | ------- | ------- | ------- | ------- | --------- | --------- | --------- | ------- | ------- | --------- | --------- |
| 595 787 | 259 822 | 364 766 | 399 787 | 643 848 | 177 074 1 | 541 127 1 | 860 353 1 | 488 490 | 842 868 | 175 432 1 | 698 913 1 |
|         | ▲       | ▼       | ▲       | ▲       | ▲         | ▲         | ▲         | ▼       | ▲       | ▲         | ▲         |

## الوصول للمطار
- يمكن الوصول والمغادرة من مطار طنجة، إما عبر سيارات الأجرة الكبيرة، 100 درهم من 5:30 صباحاً إلى 22:30 ليلا، و150 درهم إبتداءاً من 22:30 إلى 5:30.
- يُسمح لسيارات الأجرة الصغيرة بإيصال المسافرين من المدينة إلى مطار طنجة، وممنوع عليهم إركاب المسافرين من المطار إلى المدينة.

- يمكن الوصول والمغادرة عبر حافلات النقل الحضري لشركة ألزا التي تربط بين مطار طنجة ومحطة القطار بوسط مدينة طنجة ب 40 درهم، تغادر حافلة واحدة كل ساعة من 7 صباحاً إلى منتصف الليل. وتتوقف هذه الحافلة في 5 محطات: المجمع الحسني أمام ملعب طنجة، وحي أهلا أمام مرجان، وحي بن ديبان، ورياض تطوان، والنجمة. يستغرق المسار بين المطار ومحطة القطار نصف ساعة.

## موقف السيارات
يتوفر مطار طنجة على موقف للسيارات بالأداء، وهو آمن ومراقب بالكاميرات: 6 دراهم للساعة، 22 درهم لـ 12 ساعة، و40 درهم لـ 24 ساعة.